# Ulmer Schachtel

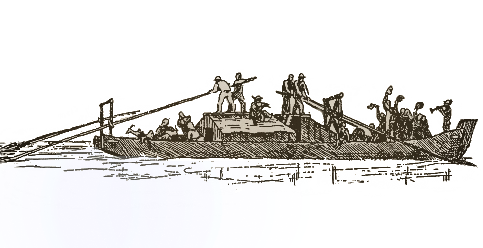
Historische Darstellung einer Ulmer Schachtel

Die Ulmer Schachtel ist ein Einweg-Bootstyp, der seit dem Mittelalter auf der Donau der Waren-, Passagier- und Truppenbeförderung diente. Er wurde lediglich für Naufahrten stromabwärts verwendet.

## Geschichte

### Überblick

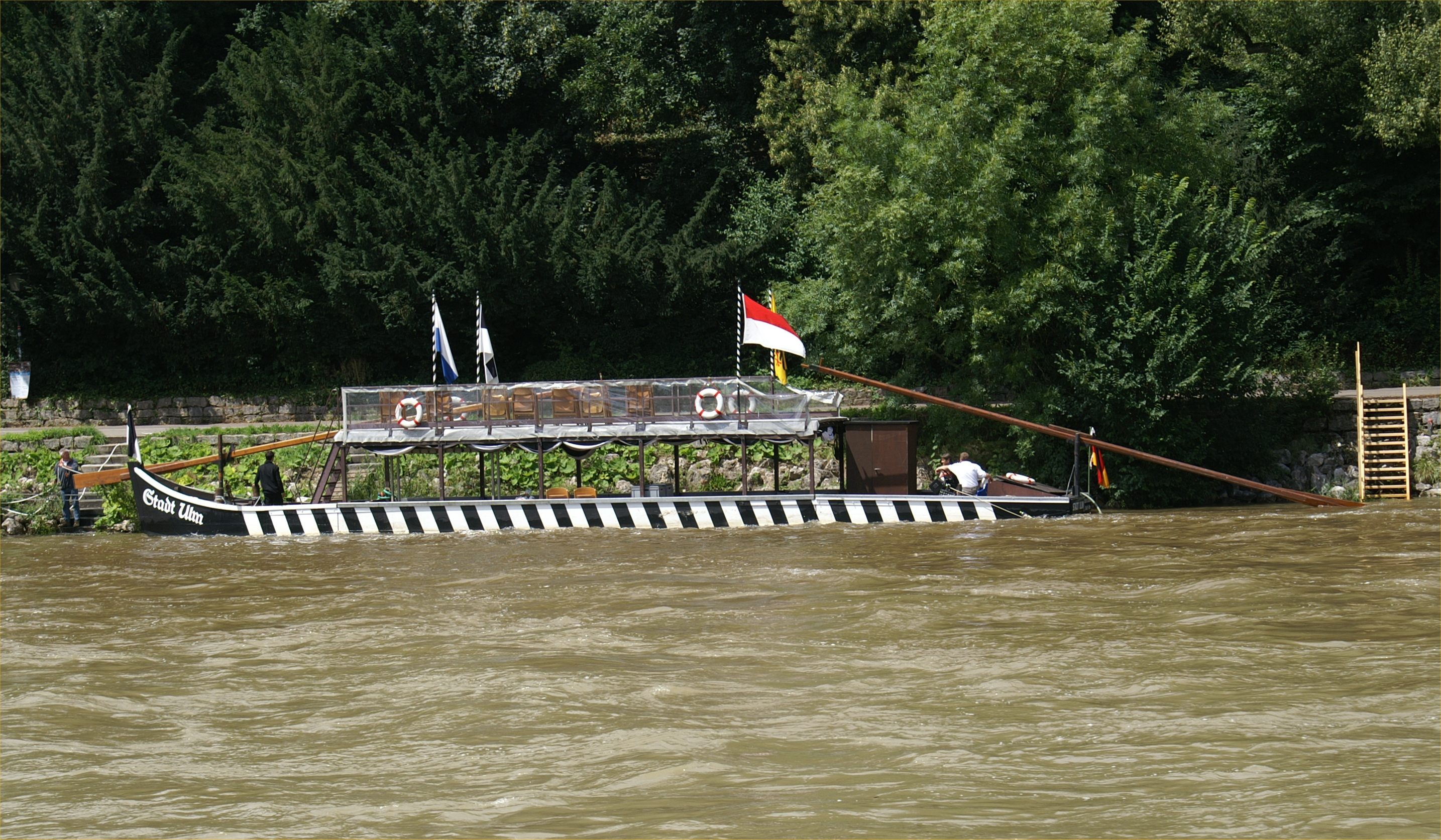
Ulmer Schachtel am Ulmer Donauufer

Die Ulmer Schachtel war ursprünglich lediglich ein Spottname für die Wiener Zille, einen Einweg-Bootstyp, der seit dem Mittelalter auf der Donau der Warenbeförderung diente. Die früheste Erwähnung der Zille stammt vom Dominikaner-Mönch Felix Fabri von 1488/89. Zillen sind im Donauraum der klassische Arbeitsschiffstyp. Auch in Ulm war dieser Schiffstyp bekannt, vornehmlich als kleineres Boot, etwa für die Fischerei. Zum Warentransport flussabwärts verwendete man jedoch Flöße, für die im Verhältnis zur Nutzlast viel Holz benötigt wurde.
Verbürgt ist, dass man im 18. Jahrhundert Schiffsbaumeister, sogenannte Schopper, aus dem bayerischen Donaugebiet anwarb, um den steigenden Holzbedarf für Flöße in den Griff zu bekommen. Seitdem wurde in Ulm ein größerer Zillentyp, ursprünglich als Kelheimer bekannt, vornehmlich zum Warentransport donauabwärts gebaut.
Die Vorfahren der Ulmer Fahrzeugbauer-Familie Kässbohrer waren Zillenbauer.

### Name
Der Name der Ulmer Schachtel stammt erst aus dem 19. Jahrhundert und beruht darauf, dass diese Zillen in Ulm gebaut wurden und die Stadtfarben, ein schwarz-weißes Streifenmuster, trugen. Als Schachtel wurden sie insbesondere im Württembergischen, wo man vom Neckar elegantere Schiffe gewohnt war, wegen ihrer äußerst einfachen Konstruktion verspottet. Diese einfache Konstruktion war zweckmäßig, da der größere Teil von ihnen nur zur einmaligen sogenannten Naufahrt flussabwärts genutzt wurde. Am Ende der Fahrt wurden Ulmer Schachteln vielfach als Nutzholz oder zur lokalen Weiterverwendung verkauft. Eine Abbildung einer Ulmer Schachtel ist am Ulmer Rathaus im Giebel zu sehen.

### Beschaffenheit
Ulmer Schachteln, in Ulm zu jener Zeit nach dem Bestimmungsort Wiener Zillen genannt, waren einfach konstruierte, bis zu 30 Meter lange Boote, die zum Schutz wertvollerer Ladung und von Passagieren mit einem Hausaufbau auf dem Deck versehen waren. Sie trieben mit Stangen gelenkt, mit der Strömung der Donau flussabwärts.
Mit den Wiener Zillen wurden in regelmäßig wöchentlichem Schiffsverkehr von Ulm aus Waren und Personen nach Regensburg, Passau, Linz, Wien, Budapest oder Belgrad transportiert. Da sie nach Fahrplan regelmäßig verkehrten, wurden sie „Ordinarischiffe“ genannt. Die Schiffe wurden von einer eigenen Zunft gebaut und betrieben. Während die Boote anfangs maximal 22 m lang und 3 m breit waren, vergrößerten sich ihre Maße mit der Zeit. Gegen Ende des 19. Jahrhunderts erreichten sie Größen von bis zu 30 Meter Länge und 7,5 Meter Breite. Die Bordwand dieser Boote hatte eine Höhe von etwa 1,5 Metern. Mittig auf dem Schiff befand sich eine größere Holzhütte. Bei Warentransporten lagerte hier das Handelsgut; bei Auswanderungen war dies der Wetterschutz der Passagiere. Das Fahrzeug wurde auf seiner Reise donauabwärts mit Stangen bzw. Ruderblättern, zwei am Bug und zwei am Heck, gesteuert.

### Personenbeförderung
Zwischen dem späten 17. und Ende des 18. Jahrhunderts gelangten verschiedene deutsche Auswanderergruppen auf Ulmer Schachteln in die von den Habsburgern neueroberten Länder des südöstlichen Europas. In ihren neuen Siedlungsgebieten im heutigen Rumänien, Ungarn und Serbien entstanden die Volksgruppen der Ungarndeutschen und/oder Donauschwaben. Auch von 1804 bis 1818 gelangten tausende Auswanderer, die sich in Ulm auf Flößen und Ulmer Schachteln einschifften, die Donau abwärts bis ins Mündungsgebiet am Schwarzen Meer. Aus ihnen entstanden die Volksgruppen der Bessarabien-, Dobrudscha- und Schwarzmeerdeutschen.
Prominente Nutzer waren Kaiser Franz I. und seine Ehefrau Maria Theresia, die mit ihrem Gefolge im Herbst 1745 von der Krönung in Frankfurt am Main auf 34 Schachteln nach Wien zurückkehrten.

## Seit dem 20. Jahrhundert

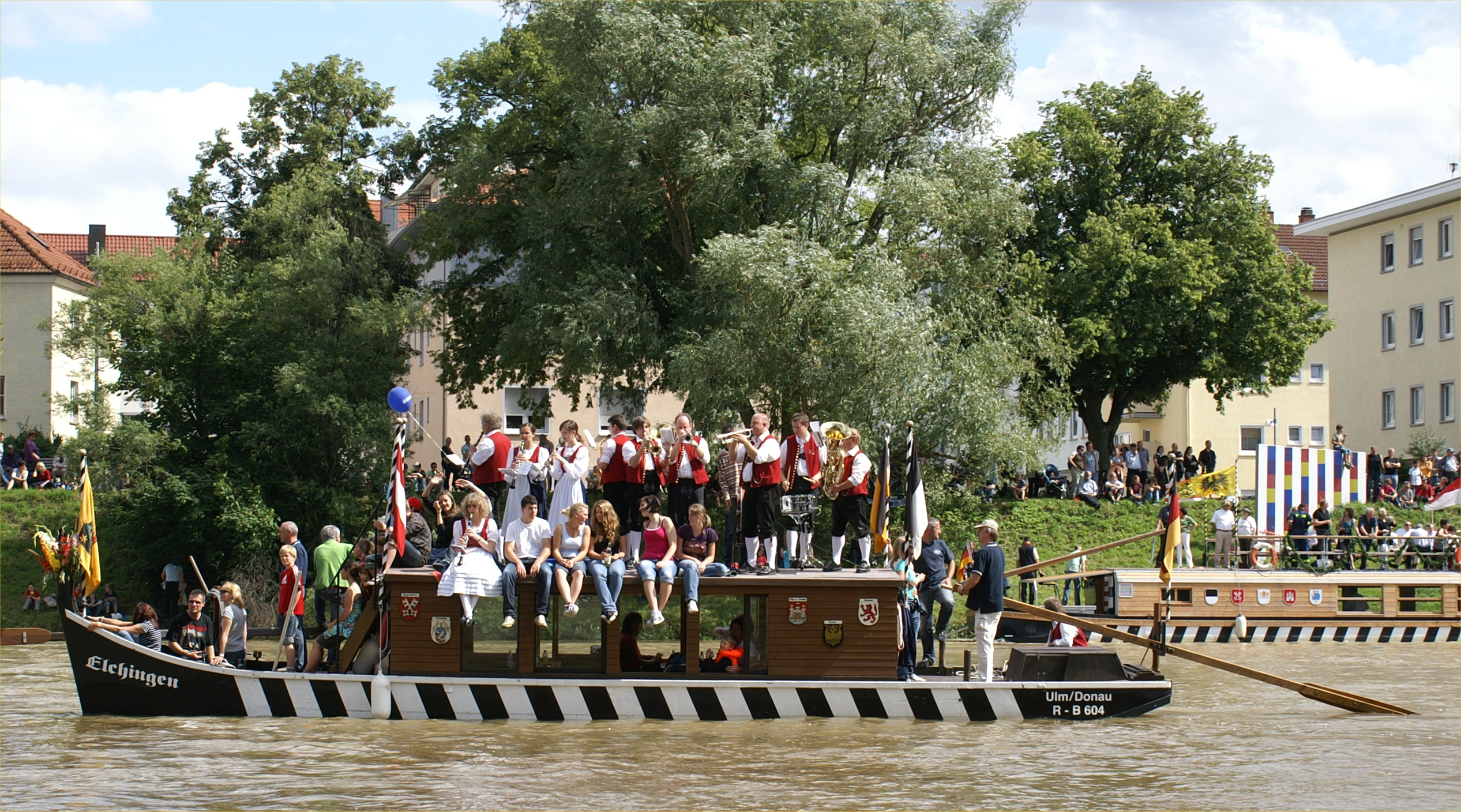
Kleine Ulmer Schachtel Elchingen

Dieser Bootstyp der Zille wird auch heute noch als Arbeits-, Fischer- und Freizeitboot eingesetzt. Hervorzuheben ist seine besondere Eignung für den Hochwasser-Rettungseinsatz der Freiwilligen Feuerwehren entlang der Flussläufe.
Nach wie vor werden sie aus Nadelhölzern gebaut, hauptsächlich Lärche und Fichte. Produktionsstätten gibt es vor allem an der oberösterreichischen Donau bei Engelhartszell. Die hier hergestellten Baugrößen liegen um 6 bis 12 Meter Schiffslänge, in Ausnahmefällen jedoch weit darüber.
Ulmer Schachteln werden beim alljährlich stattfindenden Nabada, einem traditionellen Wasserumzug in Ulm, verwendet. Von regionaler Bedeutung sind alljährliche Meisterschaften mit der Zille, die auch beim Fischerstechen zu sehen sind.
Für touristische Zwecke verkehren auf der Donau zwischen Ulm und Wien fünf Schachteln, eine größere und vier kleinere. Sie fahren somit allerdings keine Kurzstrecken und meist auch nur wenige Male im Jahr. Betreiber ist der Verein Gesellschaft der Donaufreunde Ulm e. V.